# Feuilleea lanceaefolia
Feuilleea lanceaefolia là một loài thực vật có hoa trong họ Cucurbitaceae. Loài này được (Benth.) Kuntze mô tả khoa học đầu tiên năm 1891.